# Clemente Domínguez y Gómez
Clemente Domínguez Gómez (Spanyolország, Sevilla, 1946. május 23. - 2005. március 22.) spanyol származású önjelölt ellenpápa 1978 és 2005 között.

## Élete
Vallási pályafutása 1969-ben kezdődött, amikor állítása szerint megjelent neki Szűz Mária egy Sevilla környéki helyen, Palmar de Troyában. A katolikus egyház nem adott hitelt elbeszélésének. Nem sokkal később Krisztus sebeinek megfelelő helyeken vérzések jelentek meg a testén. Pappá egy vietnámi érsek szentelte föl 1971-ben, s ugyanő püspökké is szentelte 1976-ban. Clemente Domínguez 1978 augusztusában, VI. Pál pápa halála után bejelentette, hogy Szűz Mária szólt hozzá, és arra utasította, hogy nyilvánítsa magát pápának, amit meg is tett, XVII. Gergely néven. Saját rendet hozott létre a Szent Arc Karmelita Rendje néven, és templomot is építtetett Palmar de Troyában.
XVII. Gergelyként szentté avatta Kolumbusz Kristófot, Francisco Franco tábornokot, kiátkozta a spanyol királyi családot, megreformálta a katolikus dogmákat. II. János Pált ellenpápának minősítette, és a Vatikánról az volt a véleménye, hogy oda beszivárogtak a szabadkőművesek és a marxisták. Rendje pár száz hívőt tömörített, a spanyol hatóságok hivatalosan bejegyezték a vallási közösségek közé.